# 台鐵鳳山溪橋
台鐵鳳山溪橋是位於台灣新竹縣竹北市北方、跨越鳳山溪上的一座鐵路橋樑，連接縱貫線新豐車站與竹北車站。現役橋梁於1989年9月完成、同年11月7日西正線通車、12月21日東正線通車。

## 歷史與設計

### 第一代橋
1887年（清光緒13年）福建臺灣巡撫劉銘傳奏請清朝政府興建基隆至台南的鐵路，同年8月26日成立全臺鐵路商務總局:75，隔年（1888年）台北至新竹段鐵路開工，1893年11月全線通車:109。該鐵路於鳳山崎～新竹火車碼頭路段跨越今日鳳山溪位置的橋梁構型，文獻記載如下：
| 項次 | 說明 |
| ---- | --- |
| A    | 1910年《臺灣鐵道史》（上卷）第127頁：架設於鳳山溪的橋梁，其跨度200呎桁1孔、100呎桁1孔、大約70呎桁2孔；另外大約距離半哩的地方有跨度200呎桁1孔、100呎桁2孔的橋梁:127:67。 |
| B    | 同樣為1910年《臺灣鐵道史》（上卷），在135頁的「基隆新竹間橋梁表」中列出一座「鳳山崎溪河橋」，該橋的鐵桁合計長度491呎、木桁合計長度189呎，但沒有詳細的橋孔數:135:74。 |
| C    | 2008年《鐵道情報》183期〈以土木工程的角度看清代臺鐵〉專文：1893年時，鳳山溪河床內分為主流心與副流心，兩河道以一個沙洲隔開。北側的主流心緊鄰鳳山崎懸崖下方，鐵路橋以200呎鋼桁梁1孔跨越。接著，沙洲上打入4座木排樁架為橋墩，架設3孔50呎鋼鈑梁，而沙洲南側副流心的上方，則架設120呎鋼桁梁1孔。最後，副流心以南的溪埔，就用總長180呎的一群小跨距木排架越過，抵達南橋台。 |

#### 災害
1897年8月7日夜至9日連二天暴風雨洪水，第一代橋北橋台河下部分塌陷。
1898年8月30～31日第一代橋又遭逢暴風雨洪水，200呎下承式鋼桁梁往下游側傾覆落橋，鳳山崎～新竹停車場間的鐵路中斷:191，中斷期間的交通，由臺灣總督府民政局通信部鋪設輕便台車軌道聯絡，此台車軌道於1899年2月完工:132:127:245。
墜落鳳山溪河床的200呎鋼桁梁，後續由臺灣總督府鐵道部補強，1903年架設於山線鐵路後龍溪橋第5橋孔。

### 第二代橋
1895年起日本統治台灣，自1899年開始由臺灣南、北兩端建設縱貫線鐵路，其中北部基隆至新竹路段係就地改建原本的清代鐵路，甚至有許多路段改線，稱為「北部改良線」。北部改良線在新車車站～紅毛田臨時車站（今竹北車站）區間，由臺灣總督府鐵道部工務課新竹建設事務所於1902年2月1日重建通車:157。，此路段包含第二代橋的新建，該橋建於原本清代鐵路鳳山溪橋（第一代橋）的下游側，大倉組承包，1900年10月10日開工、1902年4月20日正式竣工:135。
本橋北端接近鳳山崎的地方先建築2小孔18呎跨度紅磚拱橋，接著主跨為2孔150呎上承式普拉特式桁架梁，再以6孔80呎上承式小型桁架架設，全長265.86公尺，橋面坡度千分之10（北往南下坡），橋墩與橋台採用紅磚及石材砌築，部分橋墩為沉箱基礎。

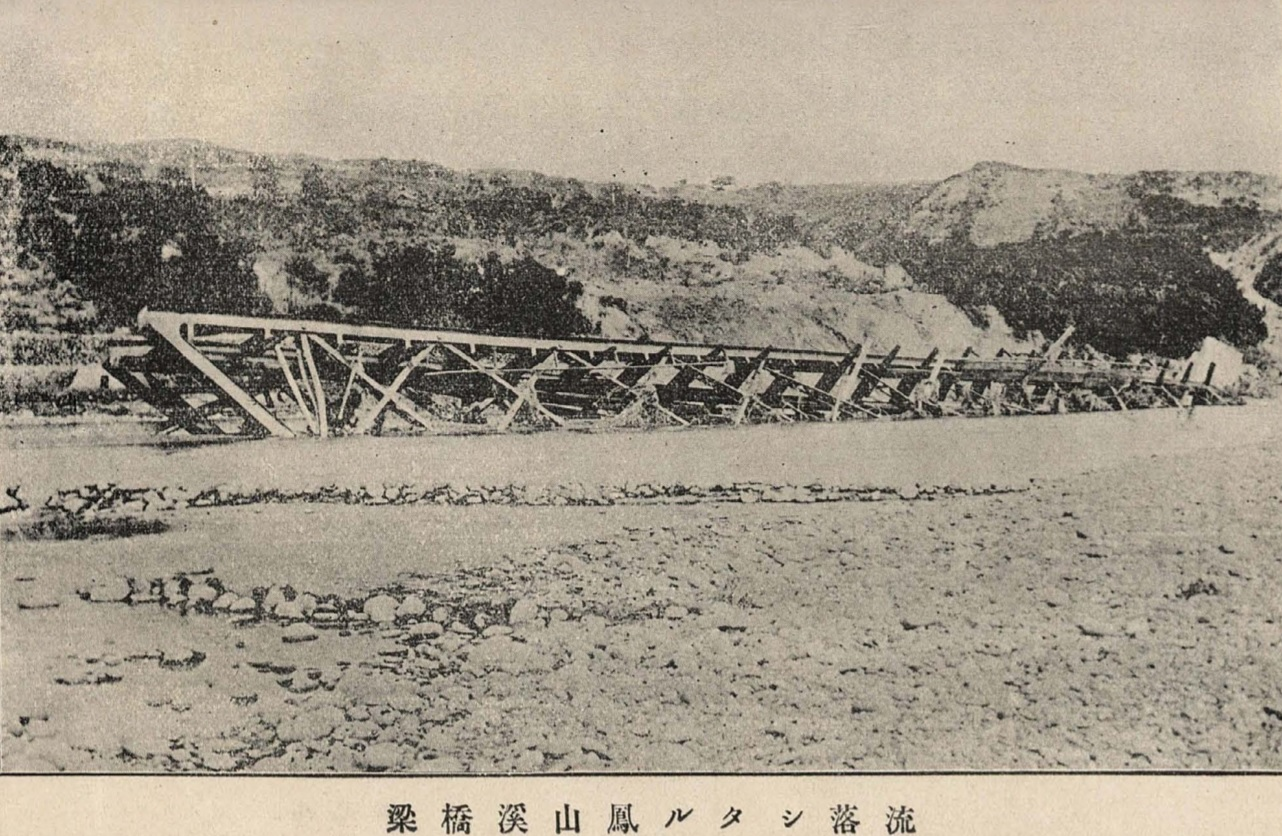
1898年被洪水沖毀的第一代鳳山溪橋桁架梁
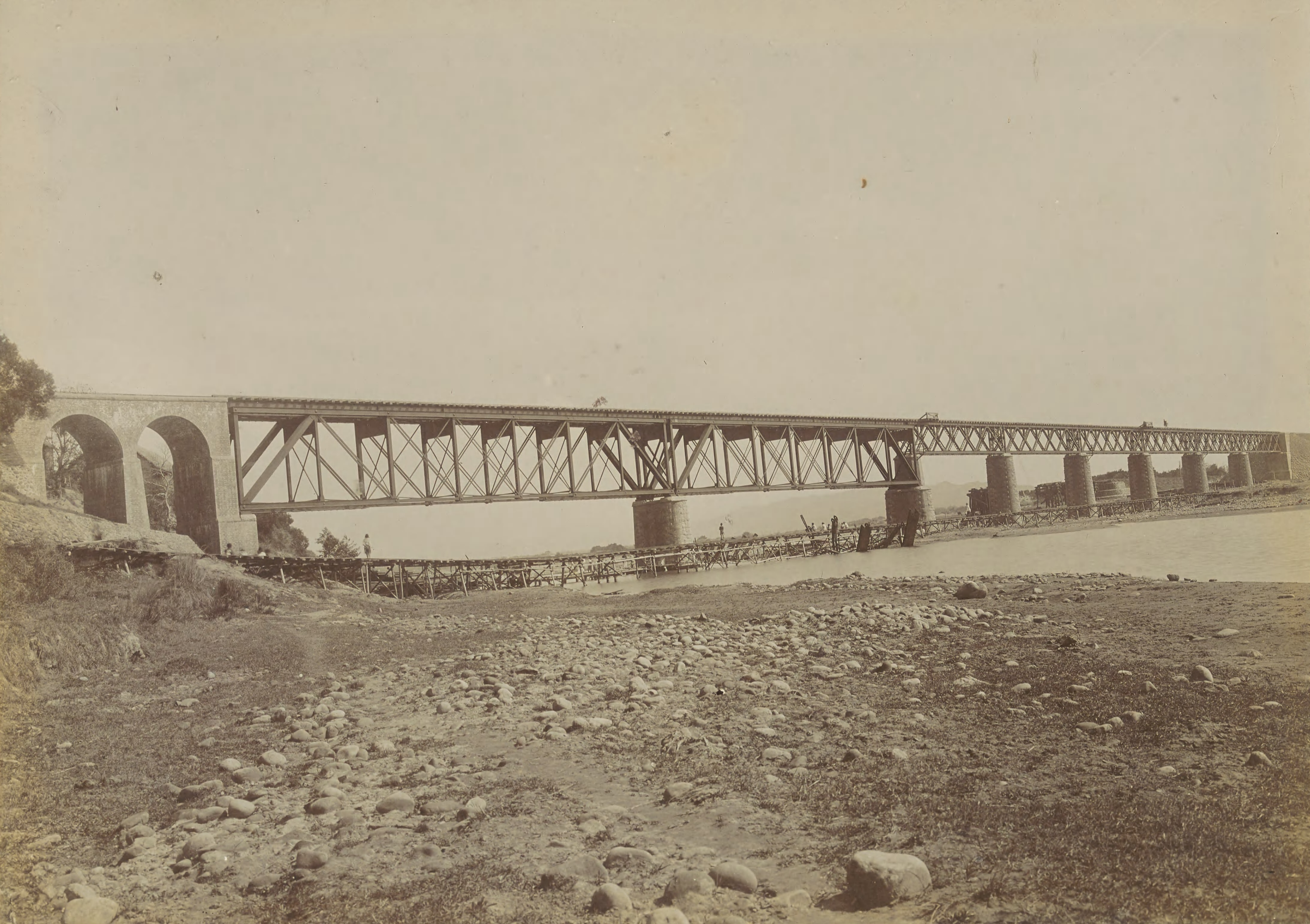
初建時的第二代鳳山溪橋：為因應地形、水文與經費之限制，設計出不同的跨距與桁梁（照片左側為北上方向）

#### 重大事故
1911年6月8日，由臺北開往嘉義的混合列車，下午1時左右行經鳳山溪橋時，第3節車廂（頭等二等合造車）不明原因墜橋，造成至少5名在台日本人乘客死亡。事發後除了列車內以及新竹地區醫師先救治傷者之外，鐵道部亦急派汽車課技師音羽守、運輸課事務官井關喜一郎、工務課技師朝倉政次郎率領醫員、工夫等50餘人趕往現場，至夜間8時左右，恢復通車。

### 第三代橋
臺灣總督府交通局鐵道部自1927年開始，將台北～竹南間及台南～高雄（今高雄港車站）間單線鐵路擴建為複線鐵路 ，其中平鎮（今埔心車站）～紅毛（今竹北車站）區間複線工程，除了絕大多數路段改線之外，也包含新建第三代鳳山溪橋（位於第二代橋下游側）。
第三代橋於1929年12月28日隨著山崎（今新豐車站）～紅毛（今竹北車站）間複線鐵路通車而啟用，做為上行線橋（西正線橋），橋台與橋墩採用混凝土磚結構:109照。該橋上部結構為2孔小型版梁與10孔25.34公尺上承式鋼鈑梁，下方的橋墩為了不影響水流，必須盡量對齊上游側第二代橋的橋墩，所以三代橋南半段6個橋孔完全與二代橋橋墩對齊、北側4個橋孔則對應二代橋2孔150呎鋼桁梁。

### 事故、災害、改良
- 1957年3月26日7時38分，南下521次貨物列車最後一節車廂出軌，翻落橋下，1名押車人員重傷[24]。
- 1958年6月，將第二代橋（東正線橋）原2孔150呎上承式桁梁及6孔80呎桁梁，改造為10孔上承式鋼鈑梁（22.34公尺4孔、25.35公尺6孔）；北側原2個小型磚拱橋則局部強化。施工期間封鎖橋梁，以第三代橋（西正線橋）單線雙向行車，至6月23日提早完工，恢復雙線行車[25][26]。
- 1966年11月，第二代橋（東正線橋）第7、8、9、10、11號橋墩及1座橋台拆除重建，退輔會榮工處承包，施工期間以第三代橋（西正線橋）單線雙向行車，至1967年4月完工[25][27]。
- 1969年8月8日上午，受貝蒂風颱豪雨影響，鳳山溪橋下水位超過警戒線而封橋，至10時55分開放通車[28]。
- 1977年12月31日，第一期鐵路電氣化工程（基隆～竹南間）完工[29]，第二、三代橋均架設電桿、懸臂組與電車線。
- 1981年，莫瑞風颱過境，第二代橋（東正線橋）翼牆被沖失，改以第三代橋（西正線橋）單線行車達10天之久[30]。
- 1984年，郝麗風颱過境，第三代橋（西正線橋）9號橋墩傾斜，橋上軌條彎曲，幸賴及時搶修，始維持正常通車[30]。

### 第四代橋（現役）
台灣日治時期後期及戰後時期，台鐵局陸續改建或補強老舊鐵路橋梁，並自1980年代起，大規模重建舊橋，除了已經重建完成者之外，盤點出29座橋梁，分別納入「鐵路沿線老舊橋梁重建工程」及「五大橋梁重建工程」兩項計畫，而鳳山溪橋以前者的計畫重建，為第四代橋。
第四代橋建於第三代橋下游側，中華顧問工程司設計、退輔會榮工處承包建造，下部結構為圓形沉箱基礎及單柱T形懸臂式中空橋墩、上部結構為上承式預力梁橋，全長738.3公尺，計23孔橋孔（22座橋墩），每孔跨徑32.1公尺，自1986年3月4日開工，1989年9月竣工，橋面鋪設傳統道碴式軌道，同年11月7日完成切換西主正線通車並停用第三代橋、12月21日完成撥接東主正線通車，自此第二代橋功成身退。
第四代鳳山溪橋由於位於彎道（半徑850公尺）及坡度千分之10的坡道上，因此橋面加設止滑條裝置，避免道碴滑動與軌框挫屈。

#### 附屬事項
- 配合本橋重建，一併改善本橋南側的竹北車站站場，調整道岔位置與部分路線配置[30]。
- 本橋北側引道沿鳳山崎邊坡迤儷而行，該邊坡於施工時發生湧水，遂施作預力地錨方格護坡、打設鋼軌樁等防護工程[30]。
- 第四代橋完成後，台鐵局以該橋跨越鳳山溪北行，盤旋鳳山崎而上，氣勢如虹，如同蛟龍，所以在橋梁北端東正線路線旁設置「鳳山蟠龍」碑，象徵台鐵美好遠景[34]。
- 為了讓後人瞭解早期的橋梁施工技術，在第四代橋通車及拆除舊橋時，刻意保留河道上第三代橋的混凝土磚橋墩一座，供後人憑弔[34][1]:109照。但該舊橋墩已於近年[何时？]拆除，現況僅餘鳳山溪北岸二代橋的2孔磚拱橋與三代橋的混凝土磚北橋台遺跡[35]。

## 引用資料
1. 1 2 3 4  吳小虹. . 台北縣: 博揚文化. 2006年4月初版一刷. ISBN 957-0463-75-9 （中文（臺灣））.
2. ↑  戴震宇. . 遠足文化. 2001年10月24日: 頁8. ISBN 957304935X （中文（臺灣））.
3. 1 2 3  . 臺北: 臺灣總督府鐵道部. 19110年9月30日，日本國立國會圖書館數位典藏: 頁247  [2022年6月18日]. （原始内容存档于2022年6月18日） （日语）.
4. 1 2 3 4  臺灣總督府鐵道部 著；江慶林 譯. . 臺灣省文獻委員會. 1990年6月 （中文（臺灣））.
5. 1 2  黃智偉，〈以土木工程的角度看清代臺鐵〉. . 2008年5～6月號: 頁60～61 （中文（臺灣））.
6. ↑  《新編臺灣鐵道史全文譯本》上卷，頁284，臺灣總督府鐵道部原著，古育民譯，古庭維主編，中華民國（臺灣）國家鐵道博物館籌備處出版，臺北市，2021年11月1日初版一刷，ISBN 978-986-532-420-9（繁體中文）。
7. ↑  ，《臺灣日日新報》第107號，1898年9月9日，第2版。（日語）
8. 1 2 3 4 5  . 臺北: 臺灣總督府鐵道部. 1911年3月25日，日本國立國會圖書館數位典藏: 頁135、152～154、157  [2022年6月18日]. （原始内容存档于2022年6月18日） （日语）.
9. ↑  張健豐. . 海峽學術. 2010年12月1日. ISBN 978-986-6480-47-8 （中文（臺灣））.
10. ↑  ，《臺灣日日新報》第1124號，1902年2月1日，第2版。（日語）
11. ↑  ，《臺灣日日新報》第1130號，1902年2月8日，第2版。（日語）
12. ↑  . 中央研究院.   [2022-06-01].[]
13. ↑  黃智偉，〈縱貫鐵道的無名英雄〉. . 2008年7～8月號: 頁51 （中文（臺灣））.
14. ↑  . 臺灣總督府鐵道部. 1902年。（日本宮內廳宮內公文書館數位典藏） （日语）. 。
15. ↑  〈汽車轉覆詳報〉，《臺灣日日新報》第3969號，1911年6月11日，漢文3版。（繁體中文）
16. ↑  臺灣日日新報，1911年7月25日。（日語）
17. ↑  蔡龍保.  二版一刷. 臺北市: 臺灣書房. 2007年7月. ISBN 978-986-6764-00-4 （中文（臺灣））.
18. ↑  伯公岡，〈縱貫線乾坤大挪移—楊梅、湖口一帶之新線〉. . 2008年3～4月號 （中文（臺灣））.
19. ↑  . 臺北: 臺灣總督府交通局鐵道部. 1930年12月23日，日本國立國會圖書館數位典藏: 頁65  [2022年6月18日]. （原始内容存档于2022年6月18日） （日语）. 。
20. ↑  〈複線告竣〉，《臺灣日日新報》第10677號，1930年1月7日，漢文夕刊4版。（繁體中文）
21. ↑  參閱1969、1970年鳳山溪橋老照片。Loren Aandahl (安有仁,2011). THE TAIWAN RAILWAY 1966-1970. Published by Loren Aandahl. Printed in Taiwan. ISBN 978-0-615-39162-5.（英文）
22. ↑  臺灣鐵路局，《臺灣鐵路路線圖（西線）》，1965年5月。（繁體中文）
23. ↑  黃智偉，〈縱貫鐵路築橋始末（上）〉. . 2008年11～12月號: 頁48～49 （中文（臺灣））.
24. ↑  . 《中國日報》 (國立公共資訊圖書館 數位典藏服務網). 1957年3月27日4版  [2022年6月18日]. （原始内容存档于2022年6月18日） （中文（臺灣））.
25. 1 2  臺灣省文獻委員會. . 南投縣. 1993年1月15日: 頁312～313 （中文（臺灣））.
26. ↑  . 《民聲日報》 (國立公共資訊圖書館 數位典藏服務網). 1958年6月25日2版 （中文（臺灣））.
27. ↑  . 《民聲日報》 (國立公共資訊圖書館 數位典藏服務網). 1967年3月13日3版 （中文（臺灣））.
28. ↑  . 《民聲日報》 (國立公共資訊圖書館 數位典藏服務網). 1969年8月9日3版  [2022年6月18日]. （原始内容存档于2022年6月18日） （中文（臺灣））.
29. ↑  交通部臺灣鐵路管理局.  (报告). 國家圖書館 政府統計資訊網: 頁281. 1978年6月  [2022-06-18]. （原始内容存档于2022-10-19） （中文（臺灣））.。
30. 1 2 3 4 5 6  臺灣鐵路管理局鐵路沿線老舊橋樑重建工程處. . 臺北市. 1991年5月31日 （中文（臺灣））.
31. ↑  臺灣總督府交通局鐵道部：《臺灣總督府交通局鐵道部昭和十六年度年報》，（出版地不詳），1941年，頁102。（日語）
32. 1 2  壽俊仁 (编). . 臺灣鐵路管理局. 1987年6月9日: 頁264～271 （中文（臺灣））. 國家圖書館 (中華民國) 臺灣記憶。
33. ↑  中華民國交通部：中華民國77年《交通年鑑》，臺北市，1989年10月10日，頁329。（繁體中文）
34. 1 2  臺灣鐵路管理局鐵路沿線老舊橋樑重建工程處. . 臺北市. 1991年5月31日: 頁24～25 （中文（臺灣））.
35. ↑  現場調查。